# Izumizaki (Fukushima)
Izumizaki (泉崎村 Izumizaki-mura?) es una villa localizada en la prefectura de Fukushima, Japón. En junio de 2019 tenía una población de 6.261 habitantes y una densidad de población de 177 personas por km². Su área total es de 35,43 km².

## Geografía

### Municipios circundantes
- Prefectura de Fukushima
  - Shirakawa
  - Yabuki
  - Nakajima

## Demografía
Según datos del censo japonés, la población de Izumizaki ha disminuido en los últimos años.
| Año del censo | Población |
| ------------- | --------- |
| 1995          | 6.924     |
| 2000          | 6.823     |
| 2005          | 6.761     |
| 2010          | 6.802     |
| 2015          | 6.495     |